# 経小屋山
経小屋山（きょうごやさん）は広島県廿日市市にある山。標高596.6ｍ。廿日市20名山に選定されている。

## 概要
宮島・弥山の対岸にある大野地区に位置する。
周辺は森林公園として整備されている。登山ルートもあるが、車で登ることも可能である。山頂にある小さな東屋が設置された展望広場からは、岩国市から広島市までを一望することができ、天気によっては四国の山々が望める日もある。
また、夜景スポットとしても人気がある。

## 周辺
- JR大野浦駅
- 宮浜温泉
- 大頭神社
- 妹背の滝